# Ephemera varia
Ephemera varia är en dagsländeart som beskrevs av Eaton 1883. Ephemera varia ingår i släktet Ephemera och familjen sanddagsländor. Inga underarter finns listade i Catalogue of Life.